# 孫必大
孫必大（1576年—1611年），字谷億，號予懷，山東登州府萊陽縣人，軍籍，明朝政治人物。

## 生平
孫必大是萬曆二十二年（1594年）舉人，三十五年（1607年）中會魁成進士，獲授戶部主事，以廉潔聞名，差往滸關榷稅，但未就任就已去世，入祀鄉賢祠。

## 家族
曾祖孫定安，监生。祖父孫缉。父孫惟嗣，壽官；母劉氏。慈侍下。弟必遠、必榮。
長子孫鳳毛是崇禎十三年進士，次子孫鳳翰為福建炤磨；孫鳳毛的兒子孫令祚以平原教諭陞官公安知縣，未任而卒，孫鳳翰的兒子孫擢祚以拔貢考授通判，未做官已卒。